# Jurjen Visser
Jurjen Visser (Vlagtwedde, 24 augustus 1899 – Naarden, 7 februari 1957) was een Nederlands politicus van de PvdA.
Hij werd geboren als zoon van Jeen Visser (1868-1951; marechaussee) en Johanna Schneider (1868-1941). In 1905 verhuisde het gezin naar Bussum waar zijn vader ging werken bij de gasfabriek. Vervolgens bracht hij een groot deel van zijn jeugd door in en rond Bussum. In 1915 werd Jurjen Visser volontair bij de gemeentesecretarie van Naarden en twee jaar later volgde daar zijn aanstelling als ambtenaar. Van oktober 1919 tot augustus 1920 vervulde hij zijn dienstplicht waarna hij zijn werk bij de gemeente Naarden voortzette. In 1921 werd Visser afdelingschef bij de gemeente Kerkrade maar twee jaar later ging hij in de rang van hoofdcommies weer werken bij de gemeente Naarden. Hij volgde in 1933 de kort daarvoor overleden J. Eeftinck Schattenkerk op als gemeentesecretaris van Naarden. Midden 1942 werd hij door de Duitse bezetters als gijzelaar geïnterneerd in Kamp Haaren en daarna Kamp Sint-Michielsgestel. Na driekwart jaar kwam hij vrij. Eind 1944 dook hij onder en werd daarop ontslagen maar na de bevrijding in 1945 keerde hij terug als gemeentesecretaris van Naarden. In 1947 volgde daar zijn benoeming tot burgemeester. Daarnaast was hij lid van de Provinciale Staten van Noord-Holland. 
Visser was al enige tijd ziek voor hij begin 1957 op 57-jarige leeftijd overleed in het Diaconessenziekenhuis in Naarden. Naar hem werd in Naarden de Burgemeester Visserschool en Burgemeester Jur. Visserlaan vernoemd.